# 外国惣奉行
外国惣奉行（がいこくそうぶぎょう）とは、江戸時代末期（幕末）の幕府の職名で、外国奉行を統括した。

## 概要
安政5年7月8日（1858年8月16日）、幕府は外国との交渉を専門とする外国奉行を設置した。定数は不定で、初代は5人であったが、年々その数が増えていった。このため、慶応3年（1867年）に、外国奉行を統括する外国惣奉行が設置された。幕府の崩壊に伴い、翌年廃止された。

## 就任者
- 平山敬忠（若年寄並）
- 堀直虎（若年寄）
- 塚原昌義（若年寄並）
- 朝比奈昌広（外国惣奉行並）